# Епізоди телесеріалу «Комісар Рекс» (тринадцятий сезон)
| №  | Оригінальна назва             | Українська назва    | Дата показу    |
| -- | ----------------------------- | ------------------- | -------------- |
| 1  | Il campione                   | Чемпіон             | 14 червня 2011 |
| 2  | Centauri                      | Кентаври            | 14 червня 2011 |
| 3  | L'ululato                     | Виття               | 21 червня 2011 |
| 4  | La mia banda suona il rock    | Мій гурт грає рок   | 21 червня 2011 |
| 5  | Minuti contati                | Лічені хвилини      | 28 червня 2011 |
| 6  | Bravi ragazzi                 | Хоробрі хлопці      | 28 червня 2011 |
| 7  | Occhi di gatto                | Очі кішки           | 5 липня 2011   |
| 8  | I nomi delle stelle           | Назва комети        | 5 липня 2011   |
| 9  | Un caso freddo                | Нерозкрита справа   | 12 липня 2011  |
| 10 | Musica maestro                | Маестро, музику!    | 12 липня 2011  |
| 11 | La ragazza scomparsa          | Зникла дівчина      | 19 липня 2011  |
| 12 | La maledizione del Caravaggio | Прокляття Караваджо | 19 липня 2011  |

## Чемпіон
- Режисер: Марко Серафіні
- Сценаристи: Стефано П'яні, Лука Дзесі

Сеньйор Стефано Бондено знайдений мертвим у власному будинку. Є свідок, але його опис злочинця мало чим може допомогти поліції. У сараї біля будинку Бондено Рекс знаходить папку з фотографіями вбитих дворняг. Жахлива знахідка ще більше заплутує Фаббрі і Моріні.

## Кентаври
- Режисер: Марко Серафіні
- Сценаристи: Стефано П'яні, Франческо Арланч, Франческо Баллетта

На вуличних гонках Стефано Б'янкі, один з мотоциклістів, невдало падає і вмирає по дорозі в лікарню. Смерть гонщика здається нещасним випадком, поки не з'ясовується, що мотоцикл був несправний - хтось навмисне вивів з ладу двигун. Тим часом, в квартирі Стефано і його дівчини Фабьоли знаходять наркотики.

## Виття
- Режисер: Марко Серафіні
- Сценаристи: Стефано П'яні, Альберто Остіні

На полі для гольфу знайдений труп Енріко ді Вітіса, кардіолога на пенсії і президента гольф-клубу - його побили до смерті ключкою. Завдяки Рексу Фаббрі дізнається, що вбивство сталося близько клубу, а потім труп перевезли на гольф-карі на поле. У руці убитого затиснута брошка - поліція з'ясовує, що вона належить Аніті, дочці вбитого. Ця брошка, а також важкі відносини Аніти з батьком, роблять її головною підозрюваною у справі.

## Мій гурт грає рок
- Режисер: Марко Серафіні
- Сценаристи: Стефано П'яні, Джованні Роббіано

Убивство рок-співачки Дарії Джилі - справа особливої важливості, адже вбита була близькою подругою Каті Мартеллі. Рекс знаходить пістолет неподалік від місця злочину. А Лука, менеджер групи, в якій співала Дарія, розповідає поліції, що зовсім недавно він уклав з нею контракт на сольні виступи і виплатив великий аванс.

## Лічені хвилини
- Режисер: Марко Серафіні
- Сценаристи: Стефано П'яні, Федеріко Фавот

Італійські спецслужби знаходяться в стані бойової готовності: за останніми даними, у Римі готується теракт. Тим часом, поліція розслідує смерть сеньйора Роккі: первинна версія - передозування, але згодом виявляється, що Роккі був убитий. Цей злочин і можливий теракт пов'язані один з одним, і розкрити обидві справи береться Фаббрі. На допомогу йому приходить полковник Глорія Савіно.

## Хоробрі хлопці
- Режисер: Марко Серафіні
- Сценаристи: Стефано П'яні, Алессандро Фаббрі, Валерія Колазанті, Тіціана Мартіні

Тоні Міані, син багатих батьків, з розмахом святкує своє двадцятиріччя. Але дожити до наступного дня народження йому не судилося: під час святкового феєрверку хтось заколює Тоні ножем. Массі, друг Тоні, їде з вечірки. По дорозі він зауважує, що в машині сховався молодший брат Тоні, Федеріко. Федеріко ранить Массі і втікає до лісу. Фаббрі і Рекс розслідують вбивство і шукають зниклого хлопчика.

## Очі кішки
- Режисер: Марко Серафіні
- Сценаристи: Стефано П'яні, Джуліо Кальвані

Двоє закоханих стають свідками вбивства графині Клотільди Санфеліче - злочинець викидає її з вікна власного будинку. Головний підозрюваний - жінка в лахмітті, яка вибігла з будинку відразу після злочину. Після довгих пошуків Фаббрі знаходить її в бідному кварталі Риму. На його подив, жінка виявляється сестрою-близнюком убитої графині - Свевою Санфеліче. Але поговорити з нею не вдається - слова Свеви позбавлені будь-якого сенсу.

## Назва комети
- Режисер: Марко Серафіні
- Сценаристи: Стефано П'яні, Франческо Арланч, Франческо Баллетта

До Землі рухається комета Варінеллі, і всього через пару днів люди зможуть помилуватися одним з найбільш незвичайних небесних тіл. Тим часом, астроном, який відкрив її, Августо Варінеллі допізна засиджується на роботі. Утомленим очам необхідні краплі, однак хтось налив у флакончик кислоту замість ліків. Найвідоміший вчений сліпне, і Фаббрі приймається за розслідування - як з'ясовується, навколо Варінеллі завжди було чимало ворогів та інтриг.

## Нерозкрита справа
- Режисер: Марко Серафіні
- Сценаристи: Стефано П'яні, Альберто Остіні

На вечірці у своєї сусідки Фаббрі знайомиться з молодою дівчиною - студенткою юридичного факультету Іваною. Наступного дня вона приходить у комісаріат і просить Фаббрі зайнятися розслідуванням справи 17-річної давності. Мати Івани, Міліца, викинулася з вікна, але дівчина вважає, що це було вбивство. Фаббрі з нею не згоден, і тоді за справу приймається Рекс: він відносить показання судмедекспертизи Гайбі, і той знаходить у них чимало неточностей. Розслідування починається.

## Маестро, музику!
- Режисер: Марко Серафіні
- Сценаристи: Стефано П'яні, Алессандро Фаббрі, Валерія Колазанті, Тіціана Мартіні

Фаббрі отримує запрошення відвідати концерт знаменитого піаніста Флавіо Бономі. Після концерту вони з кузеном Бономі Антоніо йдуть до маестро, щоб особисто висловити своє захоплення, але, на жаль, їм це не вдається: піаніст убитий у власній гримерці. Біля гримерки Рекс знаходить навушник від плеєра Бономі. Фаббрі починає розслідування.

## Зникла дівчина
- Режисер: Марко Серафіні
- Сценаристи: Стефано П'яні, Альберто Остіні, Стефано Судрі

Катя запрошує Фаббрі в невеликий морський круїз. Фаббрі їде, залишивши Рекса з Моріні, але у Рекса інші плани: він потай пробирається на борт і відправляється в подорож разом з напарником. Тим часом, Катя знайомиться з однією з пасажирок - Анною. Вона стає свідком сварки Анни з її колишнім хлопцем і хоче допомогти дівчині, але та несподівано зникає.

## Прокляття Караваджо
- Режисер: Марко Серафіні
- Сценаристи: Стефано П'яні, Петер Лонер

Відомий мистецтвознавець Гаетано Раньєрі стає жертвою отруєння, він помирає під час роботи на Мальті. В цей же час там опиняються Фаббрі, Моріні і Рекс, які приїхали на конференцію з криміналістики. Горі наполягає на тому, щоб вони допомогли своїм мальтійським колегам. У сумці вбитого знаходять два квитки до Тунісу, а його асистентка Джіанна розповідає, що бачила, як незадовго до смерті професора до нього приходила якась жінка. Фаббрі береться за справу.